# Redcar (groupe)
Pour les articles homonymes, voir Redcar.
 (juillet 2022).
Si vous disposez d'ouvrages ou d'articles de référence ou si vous connaissez des sites web de qualité traitant du thème abordé ici, merci de compléter l'article en donnant les références utiles à sa vérifiabilité et en les liant à la section « Notes et références ».
 (juillet 2022).
Redcar est un groupe de musique d'origine américaine né à Los Angeles en 2005. Avec Heather Reid au front, Redcar propose un son unique se mélangeant aux influences indie rock.

## Membres
Redcar est composé de trois musiciens professionnels, tous ayant grandi dans l'ouest des États-Unis.

### Heather Reid
À la guitare comme au chant, Heather Reid, antérieurement Heather Grody, possède une voix sensuelle et distincte qui peut évoquer celle de la chanteuse Björk ainsi qu'une vulnérabilité et une passion impossible d'ignorer. Sur la scène, l'énergie de Reid est contagieuse et cette dernière amène une intensité et une joie incontestée aux performances de Redcar.

### Jon Skibic
Jon Skibic est le guitariste principal de la formation Redcar. Il prend son inspiration de musiciens tels que James "Honeyman" Scott et Billy Zoom. Vous reconnaissez peut-être Jon des "Twilight Singers" de Greg Dulli ou des "The Gigolo Aunts", ou bien alors des formations the Julianna Hatfield band ou Ivy. Jon propose un son indie rock moderne avec ses accords complexes et mélodies qui accroche.

### Ryan MacMillan
Ryan MacMillan est le batteur de la formation Redcar. En plus de fournir le rythme à cette formation, Ryan tient également le rôle de batteur pour le groupe de musique Matchbox Twenty. Dans le passé, il a eu l'honneur de travailler avec des artistes reconnus comme les Dixie Chicks, Steve McDonald (Redd Kross), Anna Waronker (That Dog) ainsi que Tracy Bonhampour en nommer quelques-uns. L'expérience et le talent de Ryan s'entend sur chacune des chansons sur lesquelles il joue de la batterie.

## Histoire du groupe
Heather et Jon se sont rencontrés à Los Angeles en 2005 alors que le premier groupe de musique de Heather, The Murmurs, a formé Gush, une formation musicale qui fut tristement brisée par les géants de l'industrie musicale durant sa première année d'existence. Après Gush, Heather et Jon commencèrent à collaborer pour la première fois en tant que coécrivains/compositeurs, se rencontrant à quelques reprises chaque semaine dans "l'armoire" de Heather dans un studio d'écriture au cœur de Hollywood. Leur claustrophobie ainsi que le désir de Heather de se produire sur scène devant une audience amenèrent les deux musiciens à réaliser qu'il était temps pour eux de créer un nouveau groupe. Jon connaissait Ryan à travers les liens serrés de la scène musicale à Boston, et Jon fini par convaincre Ryan de se joindre à Redcar pour en faire un groupe de musique. Après un certain temps acharné de studio, le trio se produit maintenant de façon régulière sur les scènes de Los Angeles, se faisant acclamer par les audiences de l'Ouest.
Redcar a complété leur premier album, produit par le gagnant d'un Grammy Greg Collins (U2, Gwen Stefani, et se vend maintenant depuis mars 2007 sous l'étiquette de Phyllis Records, localisé dans le voisinage de leur ville natale à Silver Lake à Los Angeles en Californie. Le groupe a également été sélectionné en tant que la formation musicale "Critical Eye" par Yahoo" Music.
Le groupe tient son nom d'une petite ville au bord de la mer nommée Redcar dans le Nord de l'Angleterre, la ville natale de la mère de Heather et une place reconnue pour avoir les meilleurs "fish and chips" de tout l'Angleterre.